# Observatório de Göttingen
O observatório universitário em Göttingen é um centro de pesquisa histórica e o terceiro observatório universitário na área de língua alemã após as fundações em Viena e Graz. O edifício está localizado na Geismar Landstraße 11 em Göttingen e é afiliado à Universidade de Göttingen.

## Histórico

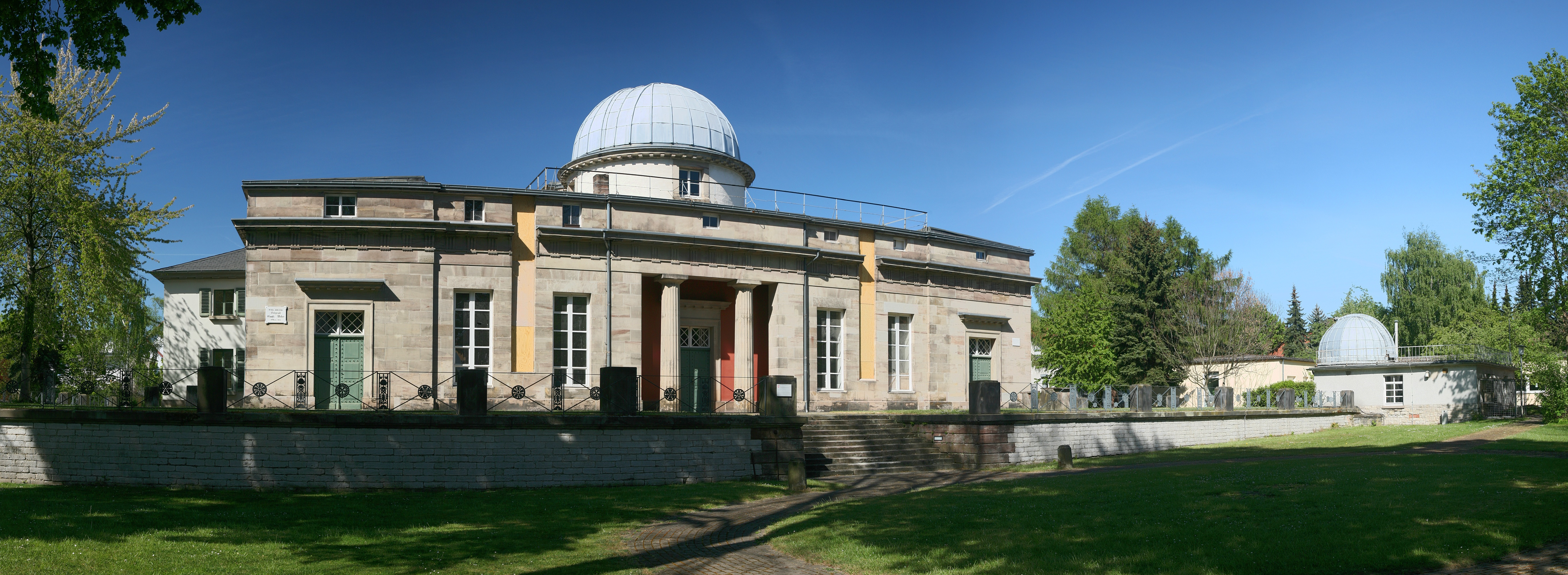
Observatório de Göttingen

Em 1802, George III do Reino Unido, que também era o príncipe-eleitor de Hanover, alocou 22 680 táleres para um novo observatório. Os planos foram desenvolvidos, como muitos dos edifícios da universidade, por Georg Heinrich Borheck. A construção foi adiada pelas Guerras Revolucionárias Francesas e estendida de 1803 até 1816. Na época, o edifício ficava nos arredores de Göttingen, para garantir uma visão desobstruída do céu noturno.
Carl Friedrich Gauss tornou-se o primeiro diretor do Observatório, e viveu lá entre 1815 e 1855. Gauss providenciou a instalação de dois círculos meridianos (produzidos por Johann Georg Repsold e Georg Friedrich von Reichenbach em 1818 e 1819.
Gauss foi sucedido por Wilhelm Weber e Peter Gustav Lejeune Dirichlet, que serviram como diretores provisórios (embora nenhum deles fosse astrônomo), e Dirichlet foi substituído, após sua morte, pelo ex-assistente de Gauss, Ernst Friedrich Wilhelm Klinkerfues. Em 1868, a instituição de pesquisa foi dividida em seções teóricas e práticas. Klinkerfues continuou a administrar o observatório até sua morte em 1884, após o que a direção passou para Wilhelm Schur em 1886. Ao longo de 1887/1888 Schur liderou uma remodelação completa do observatório. Os principais projetos incluíram a renovação do telhado do salão principal e a substituição da cúpula obsoleta. Em contraste com seu antecessor, Klinkerfues, Schur foi muito bem sucedido na modernização do equipamento inadequado do observatório, adquirindo um novo e grande heliômetro Repsold em 1888. Ele também, com a ajuda de um assistente, catalogou e organizou mais de 11 000 livros e brochuras em biblioteca do observatório durante um período de um ano e meio, terminando em 1899.
Após a morte de Schur, Karl Schwarzschild assumiu o cargo em 1901 e foi sucedido primeiro por Johannes Franz Hartmann e depois por Hans Kienle, Paul ten Bruggencate, Hans-Heinrich Voigt, Rudolf Kippenhahn, Klaus Fricke, Klaus Beuermann e, finalmente, Stefan Dreizler.